# Renée de Vielmond
Renée Le Brun de Vielmond (Rio de Janeiro, 14 de julho de 1953) é uma historiadora e ex-atriz brasileira. Em 1995 deixou a carreira na atuação para formar-se em história pela Pontifícia Universidade Católica do Rio de Janeiro (PUC-Rio).

## Biografia
Renée é filha de um engenheiro francês e de uma advogada alagoana. Seu bisavô paterno era empresário do ramo industrial, e a família possuía uma fábrica de automóveis em Montrouge, cidade nos arredores de Paris. Sua avó paterna era oriunda de uma família circense, e trabalhava como atriz e acrobata. Suas tias avós, irmãs de sua avó paterna, fundaram o Grande Circo Nerino, em 1913, três anos após chegaram ao Brasil. Aos cinco meses de vida estreou nos palcos, fazendo o papel de Menino Jesus, no auto de Natal do Circo Nerino, circo este onde passava suas férias, e alimentou sua vontade de ser atriz. Seu tio Roger Avanzi foi um dos maiores incentivadores de sua carreira. Proprietário do Circo Nerino, "o mais querido circo do Brasil", Roger fazia o papel do palhaço Picolino. A atriz acompanhava todo o processo de preparação e maquiagem do tio, querendo cada vez mais adentrar no mundo das artes cênicas. Em 1964,o  Circo Nerino apresentou seu último espetáculo.
Em 1968, foi convidada pelo diretor teatral Antunes Filho, para fazer um teste como atriz. Após ser aprovada, fez um curso de interpretação com o professor russo Eugênio Kusnet, em São Paulo,e estreou  como protagonista no filme "Compasso de Espera", com direção de Antunes Filho, aos dezesseis anos de idade. Nesta época, foi aprovada em um teste de interpretação na TV Cultura (teste conduzido pelo diretor Dionísio de Azevedo) e fez sua primeira telenovela, tendo sua estreia como protagonista da primeira versão da telenovela Meu Pedacinho de Chão, de Benedito Ruy Barbosa em 1971, interpretando a professora Juliana, na TV Cultura. Em 1972 foi contratada pela Rede Globo, e se transferiu para o Rio de Janeiro, para cumprir o contrato assinado com a emissora. Após ingressar na Rede Globo, a atriz passou a ser conhecida por seus mais diversos papéis, fazendo bastante sucesso durante as décadas de 1970 a 1990. Desde então, Renée passou a estar frequentemente no elenco de diversas produções audiovisuais do país, consagrando-se como uma das maiores atrizes brasileiras.
Em 1972 esteve no elenco principal de O Bofe, novela de Bráulio Pedroso, como Débora, sob direção de Lima Duarte. No mesmo ano, transferiu-se para a Rede Tupi, trabalhando em A Revolta dos Anjos, Feitiço e Jerônimo (de Benedito Ruy Barbosa). Após  atuar em produções da TV Tupi, Renée voltou a estar em evidência em 1975, quando, de volta à Rede Globo, protagonizou a telenovela Escalada, ao lado do grande ator Tarcísio Meira. A novela, escrita por Lauro César Muniz, foi um extraordinário sucesso, mesclando temas românticos, políticos e forte crítica social em pleno regime militar brasileiro.
Em 1976, interpretou a romântica Léa em Anjo Mau. Em Pecado Rasgado (1978), estreia de Silvio de Abreu na Rede Globo, viveu a jovem empresária Estela, que se apaixonou por seu cunhado, interpretado por Juca de Oliveira, desenvolvendo uma relação obsessiva por ele.
Voltou às novelas em 1981, vivendo a aristocrata Maria Isabel Newman em Brilhante, ao lado de Fernanda Montenegro, novela de Gilberto Braga.
Em 1982, convidada por Walter Avancini, Renée protagonizou a série Moinhos de Vento, de Leilah Assumpção.
Em Eu Prometo (1983), sob direção de Dennis Carvalho, deu vida à fotógrafa Kelly, na última novela de Janete Clair. Paralelamente à carreira na teledramaturgia, Renée também é conhecida e renomada nos palcos brasileiros. No teatro, dentre outros espetáculos, atuou em "A Gaivota", de Anton Tchecov (1974), direção de Jorge Lavelli, em "Crimes Delicados", de José Antônio de Souza, em 1975, sob direção de Aderbal Freire, e em "O Jardim das Cerejeiras" de Anton Tchecov, em 1989, sob direção de Paulo Mamede.
Na segunda metade dos anos 80, Renée protagonizou tramas na Rede Manchete. Em 1986 deu vida à estilista Fernanda, personagem protagonista de Novo Amor, de Manoel Carlos. Ainda em 1988, protagonizou Olho por Olho, de José Loureiro. Também na Rede Manchete, Renée foi a apresentadora do jornalístico "Programa de Domingo", sob a direção de Fernando Barbosa Lima, com produção da "Intervídeo", de Roberto D Ávila.
Em 1990, a convite de Glória Perez, Renée voltou à Rede Globo para interpretar a esposa enganada Aída de Barriga de Aluguel, um grande sucesso transmitido às 18 horas. Em 1992 interpretou Helena, na novela De Corpo e Alma, repetindo parceria com a autora.
Em 1994 deu vida à professora Marina, em Pátria Minha. Na trama, Marina era uma mulher divorciada que vivia com suas duas filhas, interpretadas por Paula Lavigne e Carolina Ferraz, no hotel de seu pai Evandro, personagem de Carlos Zara.
Em 1995, em Explode Coração, mais uma vez numa obra de Glória Perez, interpretou Beth, personagem que causou polêmica à época por se envolver com um homem mais jovem, o estudante de medicina Serginho, interpretado por Rodrigo Santoro.
No ano de 1998, decidiu retomar seus estudos e ingressou no curso de História, da Pontifícia Universidade Católica do Rio de Janeiro (PUC-Rio). Nesta época restringiu-se a fazer apenas algumas participações especiais como atriz e passou a dedicar-se apenas  à vida acadêmica.
Em 2007, após anos recusando retomar a carreira de atriz, aceitou participar de Paraíso Tropical a convite do autor Gilberto Braga.

## Vida pessoal
Discreta quanto a sua vida pessoal, foi casada com o ator José Wilker. Mariana Vielmond, filha do casal, é escritora e roteirista.
Atuante pelas reformas trabalhistas, Renée militou durante muitos anos na defesa dos interesses dos atores, lutando por melhores condições de trabalho, engajada na regulamentação da profissão de ator, se empenhando no debate relativo a direitos autorais de sua categoria.
Em 1979, junto aos Comitês de Anistia, participou da campanha pela libertação da socióloga Flávia Shilling, que foi libertada pela ditadura uruguaia, em 1980.
Em 2002, a atriz recebeu o Título de Defensora da Causa Ambiental, concedido pelo Instituto Brasileiro do Meio Ambiente e dos Recursos Naturais Renováveis (Ibama), da Gerência Executiva de Alagoas.

## Filmografia

### Televisão
| Ano  | Trabalho/Obra               | Personagem                                | Notas                                     | Emissora      |
| ---- | --------------------------- | ----------------------------------------- | ----------------------------------------- | ------------- |
| 1971 | Meu Pedacinho de Chão       | Juliana                                   |                                           | Rede Globo    |
| 1972 | O Bofe                      | Débora                                    |                                           | Rede Globo    |
| 1972 | A Revolta dos Anjos         | Lilian                                    |                                           | Rede Tupi     |
| 1974 | Jerônimo, o Herói do Sertão | Lígia                                     |                                           | Rede Tupi     |
| 1975 | Escalada                    | Marina                                    |                                           | Rede Globo    |
| 1976 | Anjo Mau                    | Léa                                       |                                           | Rede Globo    |
| 1978 | Pecado Rasgado              | Stela                                     |                                           | Rede Globo    |
| 1980 | Malu Mulher                 | Cintia                                    | Episódio: "Nossos Casamentos, Hoje"       | Rede Globo    |
| 1981 | Amizade Colorida            | Sônia                                     | Episódio: "Das Dificuldades de Ser Homem" | Rede Globo    |
| 1981 | Plantão de Polícia          | Nininha                                   | Episódio: "O Crime da Letra M"            | Rede Globo    |
| 1981 | Brilhante                   | Maria Isabel Newman Carvalho              |                                           | Rede Globo    |
| 1983 | Moinhos de Vento            | Valentina                                 |                                           | Rede Globo    |
| 1983 | Guerra dos Sexos            | Dolores                                   | Participação                              | Rede Globo    |
| 1983 | Eu Prometo                  | Kelly Romani / Celina Romani              |                                           | Rede Globo    |
| 1986 | Novo Amor                   | Fernanda                                  |                                           | Rede Manchete |
| 1988 | Olho por Olho               | Bárbara Zimmer                            |                                           | Rede Manchete |
| 1990 | Fronteiras do Desconhecido  | Nayara                                    | Episódio: "O Resgate"                     | Rede Manchete |
| 1990 | Barriga de Aluguel          | Aída Baronni                              |                                           | Rede Globo    |
| 1992 | De Corpo e Alma             | Helena                                    |                                           | Rede Globo    |
| 1993 | Você Decide                 | Fernanda                                  | Episódio: "O Filho da Outra"              | Rede Globo    |
| 1994 | Pátria Minha                | Marina Araújo Garcia de Aboim (Marininha) |                                           | Rede Globo    |
| 1995 | Explode Coração             | Beth Gouvêa                               |                                           | Rede Globo    |
| 1998 | Mulher                      | Ela mesma                                 | Episódio: "O Princípio de Tudo"           | Rede Globo    |
| 2007 | Paraíso Tropical            | Ana Luísa Cavalcanti                      |                                           | Rede Globo    |

### Cinema
| Ano  | Título                 | Personagem      |
| ---- | ---------------------- | --------------- |
| 1969 | Compasso de Espera     | Cristina        |
| 1978 | Batalha dos Guararapes | Ana Paes        |
| 1982 | Filhos e Amantes       | Ruth            |
| 1982 | Eros, o Deus do Amor   | Ana III         |
| 1992 | Os Bigodes da Aranha   | Mulher elegante |

## Teatro
- 1966 - Anne Frank
- 1967 - O Pequeno Príncipe
- 1968/1969 - A Cozinha
- 1974 - A Gaivota, de Anton Tchecov. (Direção: Jorge Lavelli)
- 1975- Antígona, de Sófocles.(Direção: José Renato)
- 1975 - Crimes Delicados, de José Antônio de Souza. (Direção: Aderbal Freire )
- 1989 - O Jardim das Cerejeiras, de Anton Tchecov. (Direção: Paulo Mamede)
- 1990 - O Protagonista, de Luis Agustoni. (Direção: Cecil Thiré).

## Prêmios e indicações
| Ano  | Premiação                                             | Categoria                                   | Nomeação             | Resultado |
| ---- | ----------------------------------------------------- | ------------------------------------------- | -------------------- | --------- |
| 1975 | Troféu SEPT D'OR,concedido pela Tv Francesa.          | Melhor Atriz                                | Escalada             | Venceu    |
| 1976 | Troféu Associação Paulista de Críticos de Arte (APCA) | Melhor Atriz Revelação                      | Compasso de Espera   | Venceu    |
| 1982 | Troféu Associação Paulista de Críticos de Arte (APCA) | Melhor Atriz                                | Eros, o Deus do Amor | Venceu    |
| 2007 | Prêmio Quem de Televisão                              | Melhor Atriz                                | Paraíso Tropical     | Indicada  |
| 2008 | Prêmio Contigo! de TV                                 | Melhor Par Romântico (com Rodrigo Veronese) | Paraíso Tropical     | Indicada  |

## Ligações Externas
- Renée de Vielmond. no IMDb.